# Mònica Dòria Vilarrubla
Mònica Dòria Vilarrubla (* 4. Dezember 1999 in La Seu d’Urgell, Spanien) ist eine andorranische Kanutin im Kanuslalom, die seit 2014 auf internationaler Ebene an Wettkämpfen teilnimmt.

## Karriere
Bei den Junioren-Europameisterschaften 2017 in Hohenlimburg, Deutschland, gewann sie die Goldmedaille im Einer-Canadier. Bei den Weltmeisterschaften 2019 in La Seu d’Urgell erzielte sie mit Platz 8 und 30 (C1 bzw. K1) ihre zunächst besten Ergebnisse bei Weltmeisterschaften. Mit diesen Ergebnissen sicherte sie sich zudem einen Quotenplatz für die Olympischen Sommerspiele 2020 in Tokio. Sie war schließlich die Fahnenträgerin Andorras bei der Eröffnungsfeier der 2021 ausgetragenen Spiele. Sie belegte den 16. Platz im Einer-Kajak und den 11. Platz im Einer-Canadier, nachdem sie in beiden Wettkämpfen im Halbfinale ausgeschieden war.
Ein Jahr darauf gewann Dòria Vilarrubla bei den Weltmeisterschaften 2022 in Augsburg eine Bronzemedaille im Extreme K1. Bei den Europameisterschaften 2025 in Vaires-sur-Marne gelang ihr im Einer-Canadier der Titelgewinn.
Dòria Vilarrubla lebt in Spanien.